# Związek gmin Mittleres Fils-Lautertal
Związek gmin Mittleres Fils-Lautertal – związek gmin (niem. Gemeindeverwaltungsverband) w Niemczech, w kraju związkowym Badenia-Wirtembergia, w rejencji Stuttgart, w regionie Stuttgart, w powiecie Göppingen. Siedziba związku znajduje się w mieście Donzdorf, przewodniczącym jego jest Martin Stölzle.
Związek zrzesza trzy miasta i jedną gminę wiejską:
- Donzdorf, miasto, 10 816 mieszkańców, 39,82 km²
- Gingen an der Fils, 4 289 mieszkańców, 10,01 km²
- Lauterstein, miasto, 2 681 mieszkańców, 23,32km²
- Süßen, miasto, 9 934 mieszkańców, 12,78 km²